# Daniel Wiffen
Daniel Wiffen (* 14. Juli 2001 in Leeds, Vereinigtes Königreich) ist ein irischer Schwimmer. Er ist Olympiasieger (2024) und zweifacher Weltmeister (2024).

## Kindheit und Ausbildung
Geboren in England zog seine Familie nach Nordirland als er zwei Jahre alt war. Mit sechs Jahren traten er und sein Zwillingsbruder Nathan dem Lurgan Swimming Club bei, bevor er im Alter von zehn Jahren zum Lisburn City Swimming Club wechselte. Zusammen mit seinem Zwillingsbruder besucht er die Loughborough University, wo sie ein Stipendium erhielten.

## Karriere
Wiffen qualifizierte sich bei den irischen Trials im April 2021 mit einer persönlichen Bestzeit über 800 m Freistil für die Olympischen Spiele 2020 in Tokio. Dort erreichte er über 800 m Freistil Platz 14 und über 1500 m Freistil Platz 20, beides mit neuen irischen Rekorden.
Bei den Schwimmweltmeisterschaften 2022 erreichte Wiffen das Finale über 1500 m Freistil. Zu den Commonwealth Games 2022 reiste Wiffen als Vertreter Nordirlands, er gewann bei den Spielen die Silbermedaille über 1500 m Freistil.
Im Jahr 2023 unterbot Wiffen bei den Kurzbahneuropameisterschaften in Otopeni mit einer Zeit von 7:20,46 Minuten den 15 Jahre alten Weltrekord über 800 m Freistil von Grant Hackett. Wiffen wurde ebenfalls Europameister über 400 m Freistil und 1500 m Freistil.
Bei den Weltmeisterschaften 2024 in Doha errang Wiffen über 800 m Freistil die erste Goldmedaille für Irland bei einer Schwimmweltmeisterschaft und gewann kurz darauf auch den Titel über 1500 m.
Bei den Olympischen Spielen 2024 in Paris erschwamm Wiffen mit neuem Olympischem Rekord die Goldmedaille über 800 m Freistil sowie die Bronzemedaille über 1500 m Freistil. Er ist damit der erste Schwimm-Olympiasieger Irlands.

## Sonstiges
Wiffen war im Jahr 2013 Komparse in der Serie Game of Thrones, wo er bei der Roten Hochzeit in der Folge Der Regen von Castamaer auftrat.